# Martin (Géorgie)
Pour les articles homonymes, voir Martin.
Martin est une ville américaine située dans les comtés de Stephens et de Franklin, en Géorgie. Selon le recensement de 2020, sa population est de 336 habitants.